# Villes SchUM
Les sites SchUM de Spire, Worms et Mayence ou SCHUM ((he) שו״ם) regroupent trois villes de la vallée du Rhin (Spire, Worms et Mayence) qui possédaient d'importantes communautés juives coopérant entre elles au Moyen Âge, et reconnues comme étant à l'origine de la culture ashkénaze en Europe centrale. 
Le mot « SchUM » est un acronyme composé des premières lettres des noms hébreux d'origine latine: Schin (Sch) pour S(ch)pira (ʃpiːra), Vav (U) pour Warmaisa et Mem (M) pour Magenza.

## Histoire

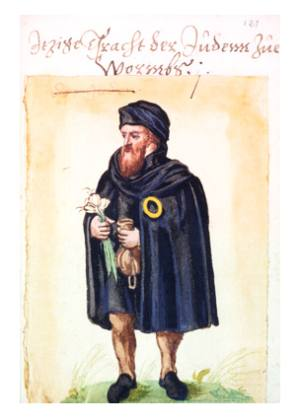
Représentation antijuive d'un Juif de Worms (XVIe siècle). La rouelle dont le port était requis, marque le Juif pour l'isoler et pouvoir le persécuter plus facilement. La bourse symbolise l'avidité et l’ail, qui se dit schum en hébreu biblique, sont d'autres marques dans ce cliché.

La communauté des trois villes formait un comité — en hébreu : Wa'ad SchUM — qui les représentait auprès du gouvernement et qui prenait des résolutions obligeantes pour les communautés juives. Wa'ad SchUM pouvait par exemple prononcer une amende fiscale pour sanctionner des déclarations fausses ou confisquer le droit de témoignage.
Les villes SchUM coopéraient à propos de l'interprétation des lois religieuses connues, comme Takkanot SchUM (תקנות שו״ם). Avec ces ordonnances et avec les centres d'étude de la Torah et du Talmud, réputés parmi les Juifs d'Europe, les villes SchUM figuraient parmi les plus influentes des communautés ashkénazes au début du XIIIe siècle. Elles sont en conséquence reconnues comme étant à l'origine de la culture ashkénaze en Europe centrale. Guershom ben Yehouda et Rachi sont les plus connus de leurs sages.
Le symbole pour les trois communes est l'ail, schum (שום) en hébreu de la Bible.
La grande époque des SchUM se termine après quatre siècles, vers 1350, puisque ces grandes communautés sont effacées par la grande peste noire et les massacres. Par la suite, d'autres petites communautés s'y sont établies mais elles n'ont jamais regagné l'importance de leurs prédécesseurs.
La ville de Worms a lancé une initiative auprès de l'Unesco pour que les trois villes SchUM et leurs monuments juifs soient inscrits au patrimoine mondial. La Rhénanie-Palatinat a donc proposé à l’été 2012 lors de la conférence permanente des ministres de l'Éducation des Länder qu'elles soient inscrites dans la liste des propositions,.
Le 27 juillet 2021, les « Sites SchUM de Spire, Worms et Mayence » sont inscrits sur la liste du Patrimoine Mondial de l'UNESCO.